# Четвёртое объединённое тактическое авиационное командование (НАТО)
Четвёртое объединённое тактическое авиационное командование (4 ОТАК англ. Fourth Allied Tactical Air Force, 4 ATAF) — военное формирование НАТО в составе Объединённых Воздушных Сил Центральной Европы. Задачей 4 ОТАК являлось оказание авиационной поддержки Центральной Группе армий НАТО . Под управлением 4 ОТАК находились все самолёты, дислоцированные в зоне её ответственности, а также все направляемые в неё подкрепления, а также наземные радарные станции, войска ПВО и аэродромы.

## История
Четвёртое объединённое тактическое авиационное командование было образовано в 1958 году. Зона его ответственности охватывала территории бывшей американской оккупационной зоны Германии — земли Гессен, Рейнланд-Пфальц, Бавария и часть территории земли Баден-Вюртемберг, в которых дислоцировались силы ЦЕНТАГ. Командующим 4 ОТАК являлся американский генерал-майор, командующий дислоцированной на юго-западе Федеративной Республики Германия Семнадцатой американской воздушной армией (Seventeenth Air Force).
Штаб 4 ОТАК мироного времени располагался в Хайдельберге. В случае войны он переносился в бункер 4 ОТАК в районе Киндсбаха. В 1985 году началось строительство постоянного штаба военного времени в Руппертсвайлере.
В структуру 4 ОТАК входили американские семнадцатая воздушная армия и 32-е командование противовоздушной обороны, Канадская воздушная группа и две дивизии ВВС ФРГ (Люфтваффе), а также радарные станции и подразделения ПВО ВВС США и ФРГ.
В случае необходимости, 4 ОТАК могло быть усилено подразделениями Третьей (Великобритания), Восьмой (бомбардировочно-разведывательная), Девятой (силы немедленного реагирования) и Двенадцатой (подкрепления второго эшелона) американских воздушных армий, а также Королевский Канадских Военно-воздушных сил и ВВС Франции. В случае войны, 4 ОТАК насчитывало бы около 600 самолётов.
4 ОТАК было расформировано 30 июня 1993 года. Его функции были переданы Объединённым Воздушным Силам Центральной Европы.

## Состав 4 ОТАК военного времени на 1989 год
- Штаб 4 ОТАК, Хайдельберг, ФРГ
- Оперативный центр противовоздушной обороны, Маастрихт, Нидерланды
  - Секторный оперативный центр 3 (SOC 3), авиабаза Зембах
    - 1-й батальон 32-го полка связи Люфтваффе, контрольно-координационный центр, Бёрфинк
    - 2-й батальон 32-го полка связи Люфтваффе, контрольно-координационный центр, Лауда-Кёнигсхофен
    - 4-й батальон 32-го полка связи Люфтваффе, Лауда-Кёнигсхофен, 12 передовых мобильных радарных станций на границе ФРГ.

  - Секторный оперативный центр 4 (SOC 4), Месштеттен
    - 1-й батальон 31-го полка связи Люфтваффе, контрольно-координационный центр, Месштеттен
    - 2-й батальон 31-го полка связи Люфтваффе, контрольно-координационный центр, Фрайзинг

### Семнадцатая воздушная армия ВВС США, АвиабазаЗембах, ФРГ
- - 36-е тактическое истребительное авиакрыло, авиабаза Битбург, ФРГ
    - 22-я тактическая истребительная эскадрилья, 24 F-15C
    - 53-я тактическая истребительная эскадрилья, 24 F-15C
    - 525-я тактическая истребительная эскадрилья, 24 F-15C

  - 50-е тактическое истребительное авиакрыло, авиабаза Хан, ФРГ
    - 10-я тактическая истребительная эскадрилья, 24 F-16C Block 25
    - 313-я тактическая истребительная эскадрилья, 24 F-16C Block 25
    - 496-я тактическая истребительная эскадрилья, 24 F-16C Block 25

  - 52-е тактическое истребительное авиакрыло, авиабаза Спангдалем, ФРГ
    - 23-я тактическая истребительная эскадрилья, 24 F-16C Block 25
    - 81-я тактическая истребительная эскадрилья, 24 F-4G Wild Weasel V
    - 480-я тактическая истребительная эскадрилья, 24 F-16C Block 25
    - 481-я тактическая истребительная эскадрилья, 24 F-16C Block 25

  - 86-е тактическое истребительное авиакрыло, авиабаза Рамштайн, ФРГ
    - 512-я тактическая истребительная эскадрилья, 24 F-16C Block 30
    - 526-я тактическая истребительная эскадрилья, 24 F-16C Block 30

  - 26-е тактическое разведывательное авиакрыло, авиабаза Цвайбрюккен, ФРГ
    - 38-я тактическая истребительная эскадрилья, 20 RF-4C
- 32-е командование ПВО, Швайнфурт, ФРГ
  - 10-я артиллерийская бригада ПВО, Дармштадт
    - 3-й батальон 52-го артиллерийского полка ПВО, Вильдфлеккен, 24 MIM-23 Hawk
    - 2-й батальон 52-го артиллерийского полка ПВО, Ханау, 48 MIM-104 «Пэтриот»
    - 4-й батальон 52-го артиллерийского полка ПВО, Гиссен, 48 MIM-104 «Пэтриот»

  - 69-я артиллерийская бригада ПВО, Вюрцбург
    - 3-й батальон 60-го артиллерийского полка ПВО, Графенвёр, 24 MIM-23 Hawk
    - 6-й батальон 52-го артиллерийского полка ПВО, Вюрцбург, 48 MIM-23 Hawk
    - 6-й батальон 43-го артиллерийского полка ПВО, Ансбах, 48 MIM-104 «Пэтриот»
    - 8-й батальон 43-го артиллерийского полка ПВО, Гибельштадт, 48 MIM-104 «Пэтриот»

  - 94-я артиллерийская бригада ПВО, Кайзерслаутерн
    - 1-й батальон 7-го артиллерийского полка ПВО, Кайзерслаутерн, 48 MIM-104 «Пэтриот»
    - 3-й батальон 44-го артиллерийского полка ПВО, Рамштайн, MIM-72 Chaparral, M163, FIM-92 Stinger
    - 4-й батальон 1-го артиллерийского полка ПВО, Хопштедтен-Вайерсбах, 24 MIM-23 Hawk

  - 108-я артиллерийская бригада ПВО, авиабаза Спангдалем
    - 1-й батальон 1-го артиллерийского полка ПВО, Мангейм, 24 MIM-23 Hawk
    - 4-й батальон 7-го артиллерийского полка ПВО, Дексхайм, 24 MIM-104 «Пэтриот»
    - 5-й батальон 7-го артиллерийского полка ПВО, Спангдалем, 48 MIM-104 «Пэтриот»
    - 5-й батальон 44-го артиллерийского полка ПВО, Спангдалем, MIM-72 Chaparral, M163, FIM-92 Stinger

### ВВС Федеративной Республики Германия (Люфтваффе)
- 1-я дивизия Люфтваффе, Фюрстенфельдбрукк 
  - Авиабаза Бремгартен
    - Ауфклерунгсгешвадер[прим. 1] 51, 2 эскадрильи RF-4E по 15 машин

  - Авиабаза Лехфельд
    - Ягдбомбергешвадер[прим. 2] 32, 2 эскадрильи «Торнадо» IDS по 16 машин, 6 «Торнадо» IDS в резерве

  - Авиабаза Бюхель
    - Ягдбомбергешвадер 33[прим. 3], 2 эскадрильи «Торнадо» IDS по 16 машин, 6 «Торнадо» IDS в резерве

  - Авиабаза Мемминген
    - Ягдбомбергешвадер 34[прим. 4], 2 эскадрильи «Торнадо» IDS по 16 машин, 6 «Торнадо» IDS в резерве

  - Авиабаза Пфердсфельд
    - Ягдбомбергешвадер 35, 2 эскадрильи F-4F по 15 машин, 4 F-4F в резерве

  - Авиабаза Лайпхайм
    - Ягдбомбергешвадер 44, 1-я эскадрилья из 18 Alpha Jet развернута для отработки применения вооружения на авиабазе Бежа, Португалия

  - Авиабаза Фюрстенфельдбрукк[англ.]
    - Ягдбомбергешвадер 49, 2 эскадрильи Alpha Jet по 18 машин, 24 Alpha Jet в резерве (в том числе 18 машин для 2-й эскадрильи Ягдбомбергешвадера 44)
- 2-я дивизия Люфтваффе, Биркенфельд
  - Авиабаза Нойбург
    - Ягдбомбергешвадер 74, 2 эскадрильи F-4F по 15 машин, 4 F-4F в резерве

  - 4-е ракетное командование ПВО, Лих
    - 21-е ракетное крыло ПВО, Мёнезее, 6 эскадронов MIM-104 «Пэтриот»: 1 командный пункт, 1 радарная станция, 8 пусковых установок каждый
    - 38-е ракетное крыло ПВО, Бурбах, 4 эскадрона MIM-23 Hawk по 6 ПУ
    - 42-е ракетная группа ПВО, Шёнек, 42 ЗРК «Роланд»: прикрытие авиабаз Рейн-Майн, Сембах, Нёрвениш, Пфердсфельд и Бюхель, а также авиационной станции Линдси

  - 5-е ракетное командование ПВО, Эрдинг
    - 23-е ракетное крыло ПВО, Манхинг, 6 эскадронов MIM-104 «Пэтриот»: 1 командный пункт, 1 радарная станция, 8 пусковых установок каждый
    - 32-е ракетное крыло ПВО, Фрайзинг, 4 эскадрона MIM-23 Hawk по 6 ПУ
    - 34-е ракетное крыло ПВО, Роттенбург-на-Лабере, 4 эскадрона MIM-23 Hawk по 6 ПУ

  - 6-е ракетное командование ПВО, Ленгрис
    - 22-е ракетное крыло ПВО, Пенцинг, 6 эскадронов MIM-104 «Пэтриот»: 1 командный пункт, 1 радарная станция, 8 пусковых установок каждый
    - 33-е ракетное крыло ПВО, Ленгрис, 4 эскадрона MIM-23 Hawk по 6 ПУ
    - 43-е ракетная группа ПВО, Лайпхайм, 26 ЗРК «Роланд»: прикрытие авиабаз Лехфельд, Мемминген, Ердинг, Нойбург и Бремгартен

### Королевские Канадские Военно-воздушные силы
- 1-я канадская авиационная группа, «База Канадских сил (CFB) Баден-Золинген», Райнмюнстер
  - 409-я тактическая истребительная эскадрилья, 18 CF-18
  - 421-я тактическая истребительная эскадрилья, 18 CF-18
  - 439-я тактическая истребительная эскадрилья, 18 CF-18

В случае необходимости, Королевские Канадские Военно-воздушные силы могли получить подкрепления в составе 416-й и 414-й тактических истребительных эскадрилий с CFB «Cold Lake», а также 425-й и 433-й с CFB Ла-Бе в составе 18 CF-18 каждая